# Valkeisjärvi (sjö i Paldamo, Kajanaland, Finland)
Valkeisjärvi eller Valkiainen är en sjö i Finland. Den ligger i kommunen Paldamo i landskapet Kajanaland, i den centrala delen av landet, 500 km norr om huvudstaden Helsingfors. Valkeisjärvi ligger 150,5 meter över havet. Arean är 70,7 hektar och strandlinjen är 3,77 kilometer lång. Sjön  ingår i Uleälvens huvudavrinningsområde. 